# Las Palmitas, Sinaloa
Las Palmitas är en ort i Mexiko.   Den ligger i kommunen Guasave och delstaten Sinaloa, i den västra delen av landet, 1 200 km nordväst om huvudstaden Mexico City. Las Palmitas ligger 22 meter över havet och antalet invånare är 146.
Terrängen runt Las Palmitas är mycket platt. Runt Las Palmitas är det ganska tätbefolkat, med 100 invånare per kvadratkilometer. Närmaste större samhälle är Guasave, 7,7 km sydväst om Las Palmitas. Trakten runt Las Palmitas består till största delen av jordbruksmark.